# Маккини, Барт
Барт Пламб Маккини (англ. Burt Plumb McKinnie; 17 января 1879, Плезантон, Канзас — 22 ноября 1946, Миллвилл, Нью-Джерси) — американский гольфист, серебряный и бронзовый призёр летних Олимпийских игр 1904.
На Играх 1904 в Сент-Луисе участвовал в двух турнирах. В командном он занял 17-е место, и в итоге его команда стала второй и получила серебряные награды. В одиночном разряде он занял 11-е место в квалификации, но пройдя в плей-офф, дошёл до полуфинала и в итоге занял третью позицию, получив ещё бронзовую медаль.